# NP-складна задача

Співвідношення між класами P, NP, NP-Complete та NP-Hard у випадку вірності та хибності гіпотези P≠NP

NP-складна задача (англ. NP-hard) — задача не менш складна ніж NP-повна. Задача Π є NP-складною, якщо існує NP-повна задача Π1, що зводиться до Π.

## Неформальний опис
Задача відноситься до класу NP-hard, якщо вона є NP-повною або невідомий недетермінований алгоритм, що розв'язує її за поліноміальний час, тобто взагалі не належить класу NP.
У випадку вірності гіпотези P≠NP, для розв'язання NP-складної задачі не існує поліноміального алгоритму.